# I fantasmi della casa maledetta
I fantasmi della casa maledetta (titolo originale in inglese: Papa Là-Bas) è un romanzo giallo scritto da John Dickson Carr pubblicato per la prima volta nel 1968. Caratterizzato da atmosfere cupe e inquietanti, il romanzo svolge la sua trama tra gli opulenti e crepuscolari sentieri di una New Orleans in attesa della grande guerra civile; in tale ambientazione non sorprende che il filo conduttore dell'opera sia la magia nella sua forma più primitiva: il Vudu, esercitato da pochi iniziati, seguito come una vera religione occulta dagli schiavi della grandi piantagioni di cotone, rispettato e temuto dagli stessi bianchi.

## Trama
Il console britannico Richard Macrae è chiamato a risolvere il mistero delle frequenti sparizioni di Margot de Sancerre, giovane esponente dell'aristocrazia cittadina, improvvisamente e senza apparente motivo caduta tra le spire della locale regina del Vudù Marie Laveau. Nella ricerca della soluzione, che permetterà anche di sollevare il velo su un'antica e terribile calunnia, tra omicidi magici e riti infernali, aiutato dall'esuberante fidanzato della ragazza: Tom Clayton, il diplomatico troverà l'amore e rischierà più volte la vita.

## Edizioni
- John Dickson Carr, I fantasmi della casa maledetta, traduzione di A.M. Francavilla, collana Il Giallo Mondadori, Mondadori, 1981.
- John Dickson Carr, I fantasmi della casa maledetta, traduzione di A.M. Francavilla, collana I Grandi Bestsellers, Mondadori, 1986.